# Anton Kasipović
Anton Kasipović (Banja Luka, Bosna i Hercegovina, 1956.), potpredsjednik Vlade Republike Srpske, te ministar prosvjete i kulture Republike Srpske.

## Životopis
Osnovnu i srednju školu završio je u Banjoj Luci, gdje je diplomirao pravo. Bio je novinar dnevnoga lista – Glas Srpske, gdje je radio kao direktor i glavni i odgovorni urednik. Anton Kasipović je po nacionalnosti Hrvat. Dužnost predsjednika Vlade Republike Srpske obnašao je od 15. studenoga 2010. do 29. prosinca 2010. godine. Na položaj ministra prosvjete i kulture Republike Srpske izabran je po drugi put 29. prosinca 2010.
9. listopada 2000. Kasipović je bio fizički napadnut, što je osudio OESS. Izjavio je za Globus kako govori srpskohrvatskim jezikom.